# ザック・ブリットン
ザカリー・グラント・ブリットン（Zackary Grant Britton, 1987年12月22日 - ）は、アメリカ合衆国カリフォルニア州ロサンゼルス市パノラマシティ地区出身の元プロ野球選手（投手）。左投左打。愛称はブリット（Brit）。

## 経歴

### プロ入りとオリオールズ時代

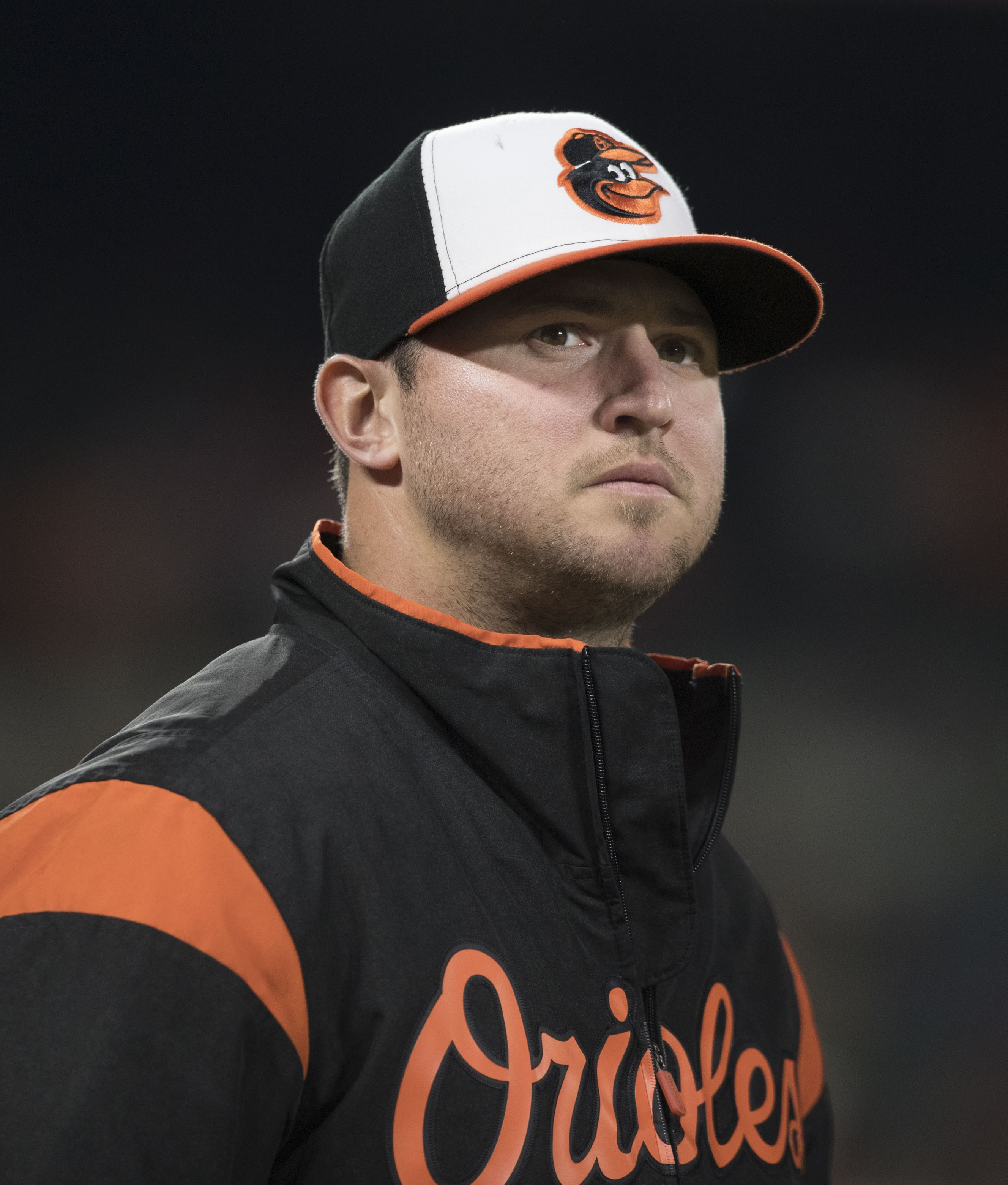
ボルチモア・オリオールズ時代
（2017年8月31日）

2006年のMLBドラフト3巡目（全体85位）でボルチモア・オリオールズから指名を受け、契約を結んだ。ベースボール・アメリカ誌の有望株ランキング2010年版では、メジャー全体で63位にランクされた。
2011年4月3日のタンパベイ・レイズ戦でメジャーデビューを果たした。6回を1失点に抑え、初登板を初勝利で飾った。その後も5月までは防御率2.00台を維持して好調を維持したが、調子を落としてマイナーに降格した時期もあった。だが全体としては、ほぼ先発ローテーション通りに登板。最終的に28試合に先発し、新人ながらチーム最多の11勝を記録した。
2012年は肩の故障により故障者リストでシーズン開幕を迎えた。7月中旬に復帰したが、調子が上がらないままシーズンを終え、5勝3敗と勝ち越したものの、防御率は5.00台まで上昇した。このように、全体としては低調な成績に終わったが、シーズン終盤には5試合に投げて3失点と好投した期間もあり、翌年の飛躍を期待された。
2013年は登板機会が減少し、8試合に投げただけで終わった。防御率は5.00未満に留めたものの、メジャー定着はならなかった。
2014年3月11日にオリオールズと1年契約に合意した。この年からリリーフに転向すると、シーズン途中からはクローザーを任された。この配置転換は成功となり、ブリットンは71試合にリリーフ登板して防御率1.65、37セーブという好成績を残した。カンザスシティ・ロイヤルズとの2014年のアメリカンリーグチャンピオンシップシリーズでは初戦に決勝点を許すなど4試合全て2点差以内の接戦だったが敗退した。
2015年も安定した投球で、アメリカンリーグのオールスターに選出された。オールスターゲームでは5番手として登板し、0.2イニングで被安打1・1奪三振という内容だった。前半戦に対し、後半戦は多少調子を落としたが（前半戦は防御率1.72、後半戦は2.17）、それでも抑えとしての役割を全うした。最終的には64試合に登板。防御率は2年連続1.00台となる1.92を記録し、ア・リーグ3位の36セーブを記録した。また、与四球率・奪三振率のどちらでも、自己最高の成績を残した。
2016年2月に年俸調停を回避して1年675万ドルの契約に合意した。この年も開幕から快調な投球で、前半戦で27セーブを記録。2年連続でオールスターに選出され、9回表を無失点に抑えてセーブを記録した。チームがプレーオフ争いをする後半戦は、31試合・29.1イニングに投げて僅かに1失点だった。5月5日から8月22日にかけて43試合連続自責点なしを記録し、MLB記録を更新した。通年では69試合に登板し、防御率0.54 (7失点・4自責点、シーズン65イニング以上投げた投手としてはMLB最高記録) ・リーグ1位の47セーブ、史上4人目となるセーブ失敗なしでの40セーブ以上を記録するなど、MLB史上に残る大活躍のシーズンとなった。前年から続く連続セーブ成功記録は、歴代5位タイの49試合で継続中である。2016年のアメリカンリーグワイルドカードゲームでは登板機会がなく敗退した。オフのサイ・ヤング賞の投票では4位で、救援投手では最上位だった。12月7日に第4回ワールド・ベースボール・クラシック(WBC)のアメリカ代表への不参加の意思を表明した。
2017年は4月15日に故障者リスト入りし、5月2日に復帰した。そこから2試合に登板したが、腕の張りにより5月5日から再度故障者リスト入り。7月4日に復帰した。復帰後は暫くの間セーブ機会ではない場面での登板を続けたが、7月23日のヒューストン・アストロズ戦でシーズン6セーブ目を挙げ、55連続セーブ成功のリーグ記録を樹立した。以降はクローザーに復帰し、そこからも連続セーブ記録を積み重ねたが、記録更新から1ヶ月後となる8月23日のオークランド・アスレチックス戦で、2点リードの9回に同点に追いつかれたことでセーブに失敗。連続セーブ記録は60で途切れた。シーズントータルでは38試合の登板で2勝1敗防御率2.89、15セーブ(失敗2回)という成績に終わった。特にイニング数は昨シーズンの半分ほどだったが、被安打数は昨年よりも多く、与四球数も同じだった。WHIPも倍近く悪化するなど成績以上に不安定なシーズンだった。オフの12月19日の練習中に右足アキレス腱断裂の重傷を負った。
2018年1月に年俸調停を回避して1年1140万ドルの契約に合意した。前年オフに受けたアキレス腱手術の影響で出遅れ、シーズン初登板は6月となった。7月までに16試合に投げ、防御率3.45、WHIP1.34を記録していた。

### ヤンキース時代
2018年7月24日にディロン・テイト、コディ・キャロル、ジョシュ・ロジャースとのトレードで、ニューヨーク・ヤンキースへ移籍した。移籍後はアロルディス・チャップマンに繋ぐセットアッパーとして25試合に投げ、防御率2.88、WHIP1.16を記録した。結局この年は41試合登板で2勝0敗7セーブ、防御率3.10、WHIP1.23と前年に引き続き今ひとつの成績に終わった。オフにFAとなったが、2019年1月11日に3年総額3900万ドル（2022年は1400万ドルのオプション、2020年オフにオプトアウトの権利を持つ）で再契約した。
2019年2月7日に、自身のツイッターで名前の表記をこれまでの「Zach」から「Zack」に変えたことを明らかにした。同年は年間通じてセットアッパーとして起用され、3年ぶりの60試合以上となる66試合に登板。3勝1敗3セーブ、防御率1.91、チームトップの29ホールドという好成績を挙げた。リーグチャンピオンシップシリーズでは5試合で無失点の活躍だったが、ワールドシリーズには進出できなかった。
2020年は1勝2敗8セーブで防御率1.89だった。オフの10月29日、オプトアウトの権利を行使せずに2022年までの1400万ドルの契約オプションを選択した。
2021年はスプリングトレーニングから左肘の状態が悪く、開幕を60日間の故障者リストで迎えた。6月に復帰して22試合に登板したが、防御率5.89という自身最低の成績に終わった。9月16日にトミー・ジョン手術を受けてシーズンを終えた。
2022年は前年の手術のため開幕から故障者リストで過ごした後、9月22日にアクティブ・ロースター登録、24日のボストン・レッドソックス戦で復帰登板を果たした。だが、今度は左肩を痛め、10月1日に60日間の故障者リストへ逆戻りした。オフの11月6日にFAとなった。

## 投球スタイル
| 球種                       | 割合 | 平均球速 | 平均球速 | 最高球速 | 最高球速 |
| 球種                       | %    | mph      | km/h     | mph      | km/h     |
| シンキング・ファストボール | 83.8 | 92.6     | 149      | 95.6     | 153.9    |
| スライダー                 | 16.2 | 80.2     | 129.1    | 82.3     | 132.4    |

救援投手としては、最速100mph（約160.9km/h）・平均95.7mph(約154km/h)の鋭く落ち曲がるシンキング・ファストボールが全投球中の約9割を占め、残り1割は平均82.8mph（約133km/h）のスライダーを投げる。
シンキング・ファストボールでゴロを量産しつつ三振を奪う投球スタイルで、被本塁打率が2014年以降0.34と低く、グラウンドボールの割合は約8割と非常に高い。
2011年にメジャーデビューしてから3シーズンは先発投手として起用されていたが、2014年に救援投手（クローザー）に転向してからは、ファストボールの平均球速が92.0mph（約148km/h）から約6km/h上昇した。

## 人物
2021年1月、妻のコートニー・レゲットとの間に第4子が生まれた。
兄のバック・ブリットンはラボック・クリスチャン大学に進学し、2008年のMLBドラフトでオリオールズから35巡目（全体1046位）で指名された二塁手だった。

## 詳細情報

### 年度別投手成績
| 年 度     | 球 団     | 登 板 | 先 発 | 完 投 | 完 封 | 無 四 球 | 勝 利 | 敗 戦 | セ 丨 ブ | ホ 丨 ル ド | 勝 率 | 打 者 | 投 球 回 | 被 安 打 | 被 本 塁 打 | 与 四 球 | 敬 遠 | 与 死 球 | 奪 三 振 | 暴 投 | ボ 丨 ク | 失 点 | 自 責 点 | 防 御 率 | W H I P |
| --------- | --------- | ----- | ----- | ----- | ----- | -------- | ----- | ----- | -------- | ----------- | ----- | ----- | -------- | -------- | ----------- | -------- | ----- | -------- | -------- | ----- | -------- | ----- | -------- | -------- | ------- |
| 2011      | BAL       | 28    | 28    | 0     | 0     | 0        | 11    | 11    | 0        | 0           | .500  | 666   | 154.1    | 162      | 12          | 62       | 3     | 1        | 97       | 7     | 0        | 93    | 79       | 4.61     | 1.45    |
| 2012      | BAL       | 12    | 11    | 0     | 0     | 0        | 5     | 3     | 0        | 0           | .625  | 270   | 60.1     | 61       | 6           | 32       | 3     | 2        | 53       | 4     | 0        | 37    | 34       | 5.07     | 1.54    |
| 2013      | BAL       | 8     | 7     | 0     | 0     | 0        | 2     | 3     | 0        | 0           | .400  | 182   | 40.0     | 52       | 4           | 17       | 1     | 1        | 18       | 1     | 0        | 23    | 22       | 4.95     | 1.73    |
| 2014      | BAL       | 71    | 0     | 0     | 0     | 0        | 3     | 2     | 37       | 7           | .600  | 285   | 76.1     | 46       | 4           | 23       | 0     | 1        | 62       | 0     | 0        | 17    | 14       | 1.65     | 0.90    |
| 2015      | BAL       | 64    | 0     | 0     | 0     | 0        | 4     | 1     | 36       | 0           | .800  | 253   | 65.2     | 51       | 3           | 14       | 1     | 1        | 79       | 5     | 0        | 16    | 14       | 1.92     | 0.99    |
| 2016      | BAL       | 69    | 0     | 0     | 0     | 0        | 2     | 1     | 47       | 0           | .667  | 254   | 67.0     | 38       | 1           | 18       | 3     | 0        | 74       | 10    | 0        | 7     | 4        | 0.54     | 0.84    |
| 2017      | BAL       | 38    | 0     | 0     | 0     | 0        | 2     | 1     | 15       | 0           | .667  | 161   | 37.1     | 39       | 1           | 18       | 1     | 0        | 29       | 4     | 0        | 12    | 12       | 2.89     | 1.53    |
| 2018      | BAL       | 16    | 0     | 0     | 0     | 0        | 1     | 0     | 4        | 1           | 1.000 | 63    | 15.2     | 11       | 1           | 10       | 0     | 1        | 13       | 2     | 0        | 6     | 6        | 3.45     | 1.34    |
| 2018      | NYY       | 25    | 0     | 0     | 0     | 0        | 1     | 0     | 3        | 8           | 1.000 | 106   | 25.0     | 18       | 2           | 11       | 0     | 2        | 21       | 5     | 0        | 10    | 8        | 2.88     | 1.16    |
| '18計     | NYY       | 41    | 0     | 0     | 0     | 0        | 2     | 0     | 7        | 9           | 1.000 | 169   | 40.2     | 29       | 3           | 21       | 0     | 3        | 34       | 7     | 0        | 16    | 14       | 3.10     | 1.23    |
| 2019      | NYY       | 66    | 0     | 0     | 0     | 0        | 3     | 1     | 3        | 29          | .750  | 245   | 61.1     | 38       | 3           | 32       | 1     | 1        | 53       | 3     | 0        | 13    | 13       | 1.91     | 1.14    |
| 2020      | NYY       | 20    | 0     | 0     | 0     | 0        | 1     | 2     | 8        | 3           | .333  | 76    | 19.0     | 12       | 0           | 7        | 0     | 0        | 16       | 4     | 0        | 6     | 4        | 1.89     | 1.00    |
| 2021      | NYY       | 22    | 0     | 0     | 0     | 0        | 0     | 1     | 1        | 11          | .000  | 82    | 18.1     | 17       | 2           | 14       | 0     | 2        | 16       | 2     | 0        | 14    | 12       | 5.89     | 1.69    |
| 2022      | NYY       | 3     | 0     | 0     | 0     | 0        | 0     | 0     | 0        | 2           | ----  | 9     | 0.2      | 1        | 0           | 6        | 0     | 0        | 1        | 1     | 0        | 1     | 1        | 13.50    | 10.50   |
| MLB：12年 | MLB：12年 | 442   | 46    | 0     | 0     | 0        | 35    | 26    | 154      | 61          | .574  | 2652  | 641.0    | 546      | 39          | 264      | 13    | 12       | 532      | 48    | 0        | 255   | 223      | 3.13     | 1.26    |

- 各年度の太字はリーグ最高

### 年度別守備成績
| 年 度 | 球 団 | 投手（P） | 投手（P） | 投手（P） | 投手（P） | 投手（P） | 投手（P） |
| 年 度 | 球 団 | 試 合     | 刺 殺     | 補 殺     | 失 策     | 併 殺     | 守 備 率  |
| ----- | ----- | --------- | --------- | --------- | --------- | --------- | --------- |
| 2011  | BAL   | 28        | 9         | 21        | 2         | 4         | .938      |
| 2012  | BAL   | 12        | 1         | 10        | 1         | 0         | .917      |
| 2013  | BAL   | 8         | 1         | 4         | 0         | 0         | 1.000     |
| 2014  | BAL   | 71        | 5         | 15        | 0         | 1         | 1.000     |
| 2015  | BAL   | 64        | 5         | 21        | 0         | 0         | 1.000     |
| 2016  | BAL   | 69        | 1         | 16        | 0         | 0         | 1.000     |
| 2017  | BAL   | 38        | 3         | 6         | 1         | 0         | .900      |
| 2018  | BAL   | 16        | 1         | 2         | 0         | 1         | 1.000     |
| 2018  | NYY   | 25        | 2         | 5         | 1         | 1         | .875      |
| '18計 | NYY   | 41        | 3         | 7         | 1         | 2         | .909      |
| 2019  | NYY   | 66        | 1         | 10        | 0         | 0         | 1.000     |
| 2020  | NYY   | 20        | 1         | 3         | 2         | 0         | .667      |
| 2021  | NYY   | 22        | 0         | 3         | 0         | 2         | 1.000     |
| 2022  | NYY   | 3         | 0         | 0         | 0         | 0         | ----      |
| MLB   | MLB   | 442       | 30        | 116       | 7         | 9         | .954      |

### タイトル
- 最多セーブ投手：1回（2016年）

### 表彰
- マリアノ・リベラ賞：1回（2016年）

### 記録
MiLB
- オールスター・フューチャーズゲーム選出：1回（2010年）

MLB
- MLBオールスターゲーム選出：2回（2015年、2016年）
- 連続試合セーブ成功：60（2015年10月1日～2017年8月21日、歴代2位）
- シーズン40セーブ以上で失敗なし：2016年（史上4人目）[13]
- 連続試合自責点なし：43（2016年5月5日～8月22日）[11]

### 背番号
- 53（2011年 - 2022年）